# مایکل لرنید
مایکل لرنید (انگلیسی: Michael Learned؛ زادهٔ ۹ آوریل ۱۹۳۹) یک هنرپیشه اهل ایالات متحده آمریکا است.
از فیلم‌ها یا مجموعه‌های تلویزیونی که وی در آن‌ها نقش داشته است می‌توان به خانواده والتون، لمس عشق و هشداردهنده اشاره نمود.